# Na kraju zločina: Miami
Na kraju zločina: Miami je ameriška televizijska serija, ki je spin-off serije Na kraju zločina in je druga v istoimenski franšizi. Gre za dramsko kriminalno serijo, v kateri forenziki iz miamijskega okrožja Miami-Dade rešujejo skrivnostne in nenavadne umore in zločine. V ZDA so nazadnje predvajali deveto sezono, ki se je končala 8. maja 2011.
Kot obe ostali seriji iz franšize, tudi tov Sloveniji predvaja POP TV. 8. sezona je na spored prišla 29. decembra 2010 in se končala 8. junija 2011.

## Igralska zasedba
| Lik                    | Igralec        |
| ---------------------- | -------------- |
| Poročnik Horatio Caine | David Caruso   |
| Calleigh Duquesne      | Emily Procter  |
| Eric Delko             | Adam Rodriguez |
| Natalia Boa Vista      | Eva La Rue     |
| Ryan Wolf              | Jonathan Togo  |
| Frank Trip             | Rex Linn       |
| Jesse Cardoza          | Eddie Cibrian  |

## Pomembnejše nagrade in nominacije
- 2 emmyja (kinemtografija, 2003; koordinacija kaskaderskih prizorov, 2007) in 2 nominaciji
- 2 nagradi image in 2 nominaciji